# Achaldaba
Achaldaba (georgiska: ახალდაბა) är en daba (stadsliknande ort) i Georgien. Den ligger i regionen Samtsche-Dzjavachetien, i den centrala delen av landet. Achaldaba ligger 742 meter över havet. Antalet invånare var 1 586 år 2014.